# Епархия Канкана
Епархия Канкана (лат. Dioecesis Kankanensis) — епархия Римско-Католической церкви c центром в городе Канкан, Гвинея. Епархия Канкана входит в митрополию Конакри. Кафедральным собором епархии Канкана является церковь Богоматери Победоносной.

## История
12 мая 1949 года Римский папа Пий XII издал буллу Evangelizationis operi, которой учредил апостольскую префектуру Канкана, выделив её из архиепархии Конакри.
17 ноября 1993 года Римский папа Иоанн Павел II издал буллу Cum in Apostolica, которой возвёл апостольскую префектуру Канкана в ранг епархии.

## Ординарии епархии
- священник Maurizio Le Mailloux C.S.Sp.[1] (17.03.1950 — 1957);
- священник Jean B. Coudray C.S.Sp. (14.12.1958 — 1979);
- епископ Vincent Coulibaly (17.11.1993 — 6.05.2003) — назначен архиепископом Конакри;
- епископ Emmanuel Félémou († 5.01.2007 — 1.03.2021).